# Centroptilum
Centroptilum is een geslacht van haften (Ephemeroptera) uit de familie Baetidae.

## Soorten
Het geslacht Centroptilum omvat de volgende soorten:
- Centroptilum alamance
- Centroptilum album
- Centroptilum algiricum
- Centroptilum asperatum
- Centroptilum campestre
- Centroptilum chinensis
- Centroptilum collendum
- Centroptilum conturbatum
- Centroptilum diaphanum
- Centroptilum elongatum
- Centroptilum forlivence
- Centroptilum henanensis
- Centroptilum hungaricum
- Centroptilum liturum
- Centroptilum luteolum
- Centroptilum minor
- Centroptilum nemorale
- Centroptilum obtusum
- Centroptilum ozarkensum
- Centroptilum parapulchrum
- Centroptilum romanicum
- Centroptilum rotundum
- Centroptilum rubidum
- Centroptilum semirufum
- Centroptilum stenopteryx
- Centroptilum triangulifer
- Centroptilum victoriae
- Centroptilum vitellinum